# Ábú Szamra
Ábú Szamra (arabul: أبو سمرة)  katari település az al-Rajján közösségen belül, 90 km távolságra Dohától.
Nevezetessége, hogy az egyetlen katari határállomás volt Szaúd-Arábia felé. 2017 júniusában egy diplomáciai krízis miatt bezárták.
A település nevét egy helyi Szamr-fáról kapta. Mivel a terület az egész régió néhány Szamr-fájának egyikét tartalmazta, Ábú Szamrának hívták, ami azt jelentette, hogy „a Szamr-fa apja”. A fának helyi jelentősége van, mivel tevék takarmányaként használják.
Katar fővárosa, Doha 97 km-re északkeletre található. További távolságok: Szavda Naszeel – 47,2 km, Umm Szalál Ali – 124 km, al-Hor – 154 km, Madinat as Samál – 204 km, al-Vakra – 112 km és Duhán – 127 km.
A katari meteorológiai osztály szerint Katar feljegyzett történelmének legalacsonyabb hőmérséklete 1,5 Celsius fok Ábú Szamrában 2017 februárjában.

## Fordítás
- Ez a szócikk részben vagy egészben  az   Abu Samra című angol Wikipédia-szócikk ezen változatának fordításán alapul.  Az eredeti cikk szerkesztőit annak laptörténete sorolja fel. Ez a jelzés csupán a megfogalmazás eredetét és a szerzői jogokat jelzi, nem szolgál a cikkben szereplő információk forrásmegjelöléseként.